# Montbert
Montbert is een gemeente in het Franse departement Loire-Atlantique in de regio Pays de la Loire. De plaats maakt deel uit van het arrondissement Nantes. Montbert telde op 1 januari 2022 3.346 inwoners.

## Geschiedenis
Montbert maakte deel uit van het kanton Aigrefeuille-sur-Maine tot dit op 22 maart 2015 werd opgeheven. De gemeente werd hierop opgenomen in het kanton Saint-Philbert-de-Grand-Lieu.

## Geografie
De oppervlakte van Montbert bedroeg op 1 januari 2022 28,24 vierkante kilometer; de bevolkingsdichtheid was toen 118,5 inwoners per km².

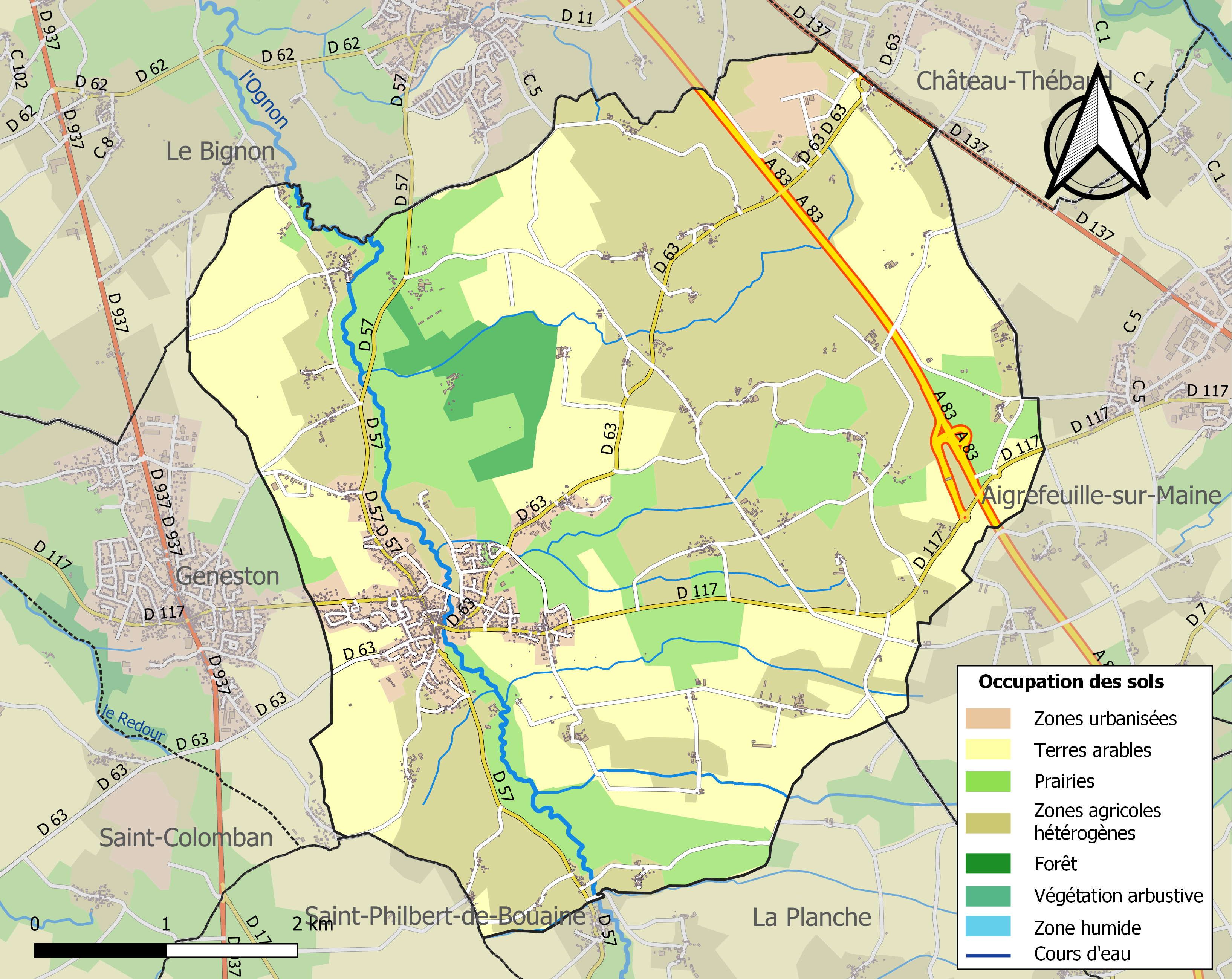
Kaart van de gemeente met de belangrijkste infrastructuur, bodemgebruik en omliggende gemeenten

## Demografie
Onderstaande figuur toont het verloop van het inwonertal (bron: INSEE-tellingen).